# قطعنامه ۸۸۵ شورای امنیت
قطعنامه  ۸۸۵ شورای امنیت سازمان ملل متحد که در تاریخ ۱۶ نوامبر ۱۹۹۳ تصویب شد، سندی بین‌المللی دربارهٔ سومالی است. این قطعنامه طی نشست ۳۳۱۵ام با ۱۵ رای موافق، ۰ مخالف و ۰ ممتنع تصویب شد.